# أبادزيكسكايا (أديغيا)
أبادزيكسكايا (بالروسية: Абадзехская) هي مدينة في مقاطعة أديغيا في روسيا.